# Tortula perpusilla
Tortula perpusilla är en bladmossart som beskrevs av Brotherus 1902. Tortula perpusilla ingår i släktet tussmossor, och familjen Pottiaceae. Inga underarter finns listade i Catalogue of Life.